# Львы Дворцовой пристани
Статуи львов были установлены на Дворцовой пристани как украшение в 1832 году.
Сейчас пристань со львами находится на Адмиралтейской набережной у восточного павильона Адмиралтейства (рядом с Дворцовым мостом). По мнению краеведов, эти львы являются самыми знаменитыми львами Санкт-Петербурга.
После последней перестройки пристань со львами, находясь рядом с Дворцовым мостом, составляет единый архитектурный ансамбль с его южным спуском. Фигуры львов выполнены методом чеканки из листовой меди, они изготовлены в 1832 году на Александровском чугунолитейном заводе в Петербурге. Их изготовил мастер И. Пранг по модели скульптора И. П. Прокофьева. На том же заводе по рисунку архитектора Л. Шарлеманя для львов отлиты чугунные пьедесталы с волютами.

## Описание
Дворцовая пристань представляет собой широкий гранитный лестничный спуск к Большой Неве.
Наверху лестницы, возвышаясь над уровнем берега находятся гранитные пьедесталы львов.
Монотонность вертикального параллелепипеда пьедестала разделена неширокими выступами.
Сам лестничный спуск с боков ограничен парапетом набережных, который плавно переходит в пьедестал.
Льва называют «Царём зверей». Традиционный символ мощи, воплощающий силу солнца и огня. 

В египетской мифологии — символ божественной власти и царского достоинства, у ассирийцев и греков львы считались спутниками богинь, в раннехристианском искусстве лев поочерёдно символизировал святого Марка, святого Иеронима и даже самого Христа — как «льва от колена Иудина».
Львы стоят на чугунных постаментах, повернув друг к другу тяжёлые лобастые головы.
Грозные морды животных своеобразны и выразительны — львы изображены с полураскрытой оскаленной пастью и страшными клыками.
На силу и ловкость хищника указывают широкая грудь, могучие лапы и стройное мускулистое тело с подтянутым животом.
Львы опираются на шар передней лапой с выпущенными изогнутыми когтями.

## История
Идея установки львов на Дворцовой пристани появилась в первом проекте Луиджи Руска (1817) и прошла красной нитью через все варианты оформления. Во всех исторических документах указывается, что уже с самого начала рассматривалась только установка точных копий  Львов Медичи, оригиналы которых находятся на площади Синьории во Флоренции. К тому времени мраморные повторения львов Медичи работы Паоло Трискорни уже были установлены в Санкт-Петербурге перед домом Лобанова-Ростовского. Теперь же предполагалось отлить их точные металлические копии, что в условиях того времени не было простым делом. 

### Модели львов
Осенью 1828 года была предпринята попытка прояснить вопрос о декоративных статуях львов для пристани. Сохранилась трёхсторонняя переписка между Карлом Росси, директором Санкт-Петербургского Александровского чугунолитейного завода М. Е. Кларком и министром императорского двора П. М. Волконским.
Сначала Росси запросил Кларка о возможности изготовления таких статуй, а затем, видимо получив ответ, 20 октября пишет П. М. Волконскому:

Донесение министру императорского двора:

(на заводе хороших мастеров нет, а) …от искусства приготовления таковых моделей зависеть будет совершенство фигур… гораздо бы лучше заказать сделать оные модели известным художникам
— 20 октября 1828 года
В ответ министр предложил скульптору осмотреть и измерить мраморных львов Трискорни, которые находятся у подъезда дома военного министерства, с целью
…постановления на пьедесталах у спусков к Неве
Архитектор выполнил указания министра: осмотрел и даже зарисовал мраморных львов, но по результатам
работы высказал своё категорически отрицательное отношение к навязываемому ему варианту:

Высказывание Карла Росси:

…львы сии по малости их для сего назначения будут казать безобразие

После этого в оформлении Дворцовой пристани наступил довольно длительный перерыв, причины которого историкам остались неизвестными.

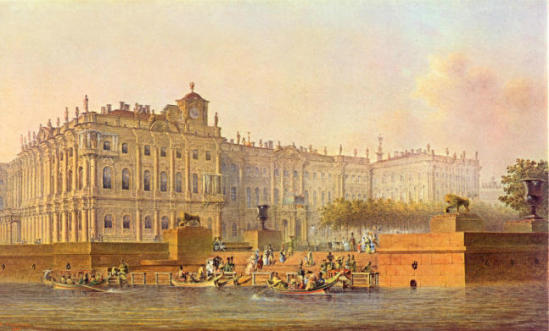
«Вид пристани около Зимнего дворца», Василий Садовников, 1840 год, литография

### Создание скульптур
С 1828 по 1832 год в работах над пристанью был перерыв, и когда в 1832 году император снова вернулся к украшению пристани, первоначально львы были исключены из украшений пристани, но в конце мая решено было вернуться к варианту со львами.

П. М. Волконский пишет на Александровский завод М. Е. Кларку:

…государь хочет знать, сколько будет стоить отливка двух львов по имеющейся в заводе модели…
31 мая 1832 года Кларк ответил, что стоимость изготовления фигур львов по присланным на завод рисункам Росси и указанным им размерам слишком дорога, так как нужно сделать новые гипсовые модели.
Существуют готовые модели этих львов, но они ненамного меньше размером.
Отливка с этих моделей будет стоить 2500 рублей за каждого льва.
Кларк нашёл способ изготовить статуи по новым технологиям, что будет быстрее и значительно дешевле — дутьём или чеканкой из листовой меди.
Мало того, что стоимость будет 1800 рублей за льва, но и статуи будут гораздо легче, а следовательно, их перевозка и установка также обойдутся дешевле.

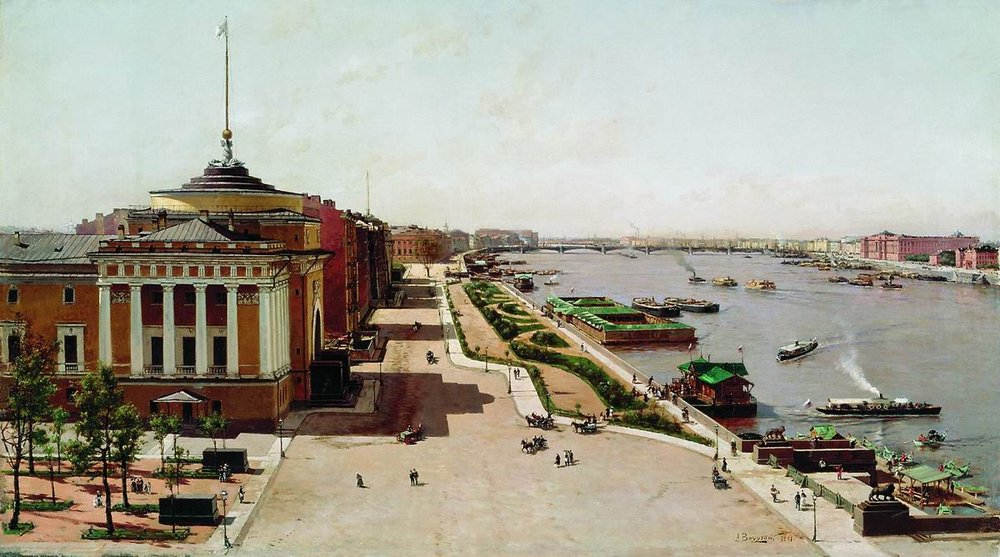
«Вид на Неву от Зимнего дворца», А. К. Беггров, 1881 год, акварель

Эти доводы Кларка сдвинули дело с мёртвой точки: медные львы для Дворцовой пристани были созданы. Их изготовил мастер И. Пранг по модели скульптора И. П. Прокофьева. Чугунные пьедесталы с волютами отлиты для львов на том же заводе по рисунку архитектора Л. Шарлеманя.

П. М. Волконский сообщает на Александровский завод:

Государь повелел сделать двух львов чеканкой и четыре постамента из чугуна для львов и ваз— 5 июня 1832 года

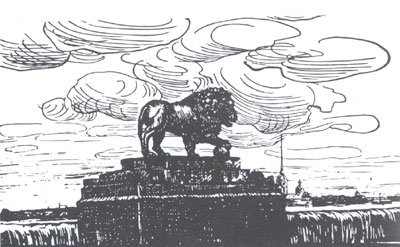
Лев и крепость. Иллюстрация к поэме А. С. Пушкина «Медный всадник», А. П. Остроумова-Лебедева,1901 год

Львы установлены на Дворцовой пристани как украшение в сентябре 1832 году.

## Сохранность и реставрация
Первые сведения о снятии львов с постаментов относятся к 1913-1914 годам и связаны со строительством Дворцового моста. Историки логично предполагают, что снятые львы были отреставрированы.
Известно, что во время войны фигуры львов не были закрыты, они «несли вахту» на Дворцовой пристани. Во время артиллерийских обстрелов и бомбёжек Ленинграда медные львы получили «тяжёлые ранения».
Несмотря на повреждения львы относительно сносно пережили блокаду и остались на своих местах.
Сохранность львов позволила им продолжить украшать Дворцовую пристань в то время, как самые пострадавшие памятники отправились на реставрацию.
Скульптуры были отправлены в реставрационные мастерские в начале 1950-х годов: сначала один, а за ним и другой были отправлены на восстановление и вскоре снова украсили Дворцовую пристань.

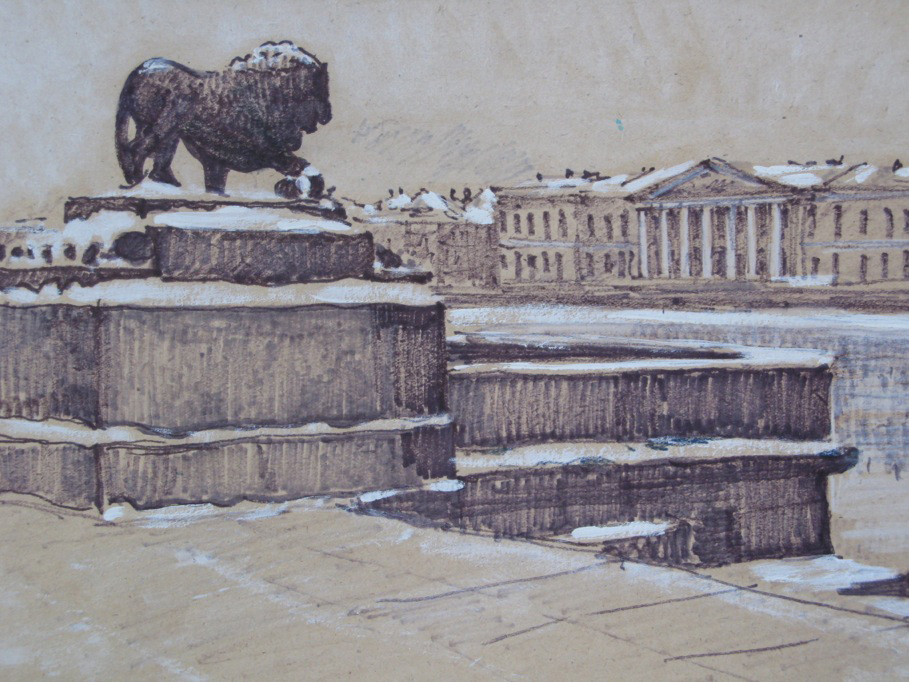
«Лев у Дворцового моста»,
худ. Хаджибаронов С. П., 1986

Первая в XXI веке реставрация скульптур была проведена в 2001 году при поддержке организации «Воля Петербурга». Тогда же был подписан договор о попечении: «Воля Петербурга» взяла на себя обязательства по охране памятника, а также обязалась помогать в соблюдении чистоты.

Эффектный вывоз скульптуры на реставрацию 21 июня 2006 года

### Внеплановая реставрация

Временный пластмассовый лев

В июне 2006 года были обнаружены повреждения скульптур львов. Специалисты предполагали, что туристы взбирались на ближнюю к Дворцовому мосту скульптуру сторожевого льва и проломили ему спину. Полая скульптура, изготовленная из тонкого листа меди, не выдержала человеческого веса и проломилась в области спины. Трещины стали видны невооружённым взглядом.
Специалисты предложили установить внутри скульптуры прочный каркас.
Медного льва отправили на срочный ремонт в реставрационные мастерские. Необходимые для этого средства были предоставлены Российской партией жизни, проект курировал председатель Совета Федерации, лидер партии Сергей Миронов.
Вывоз льва на реставрацию был оформлен как театральное действо. «Врачи»-реставраторы в белых халатах осмотрели больного льва, они перебинтовали его и краном погрузили на «КАМАЗ», задрапированный под машину «Скорой помощи». На опустевшем постаменте льва заменили люди, одетые львами.

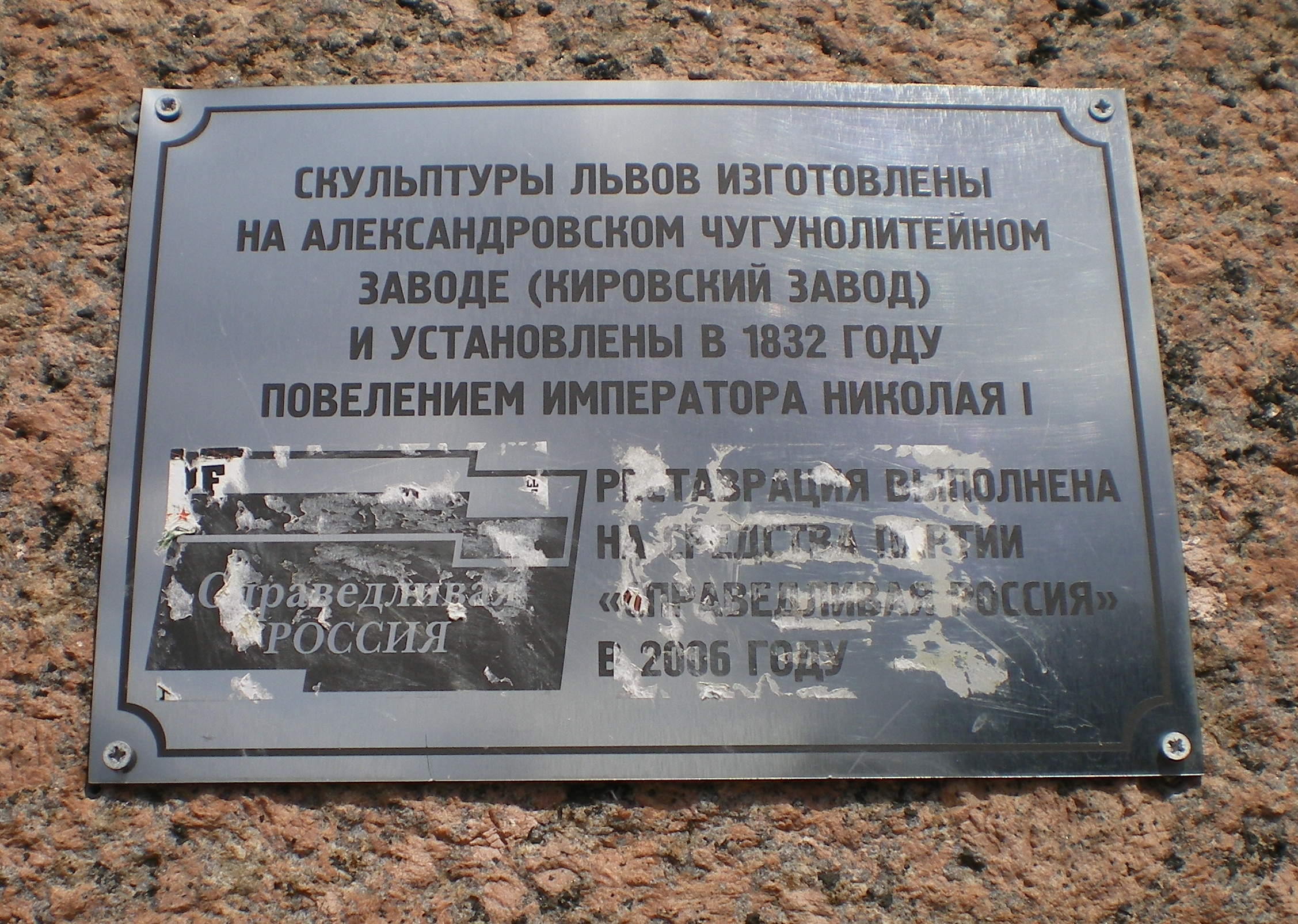
На память на постаменте первого льва

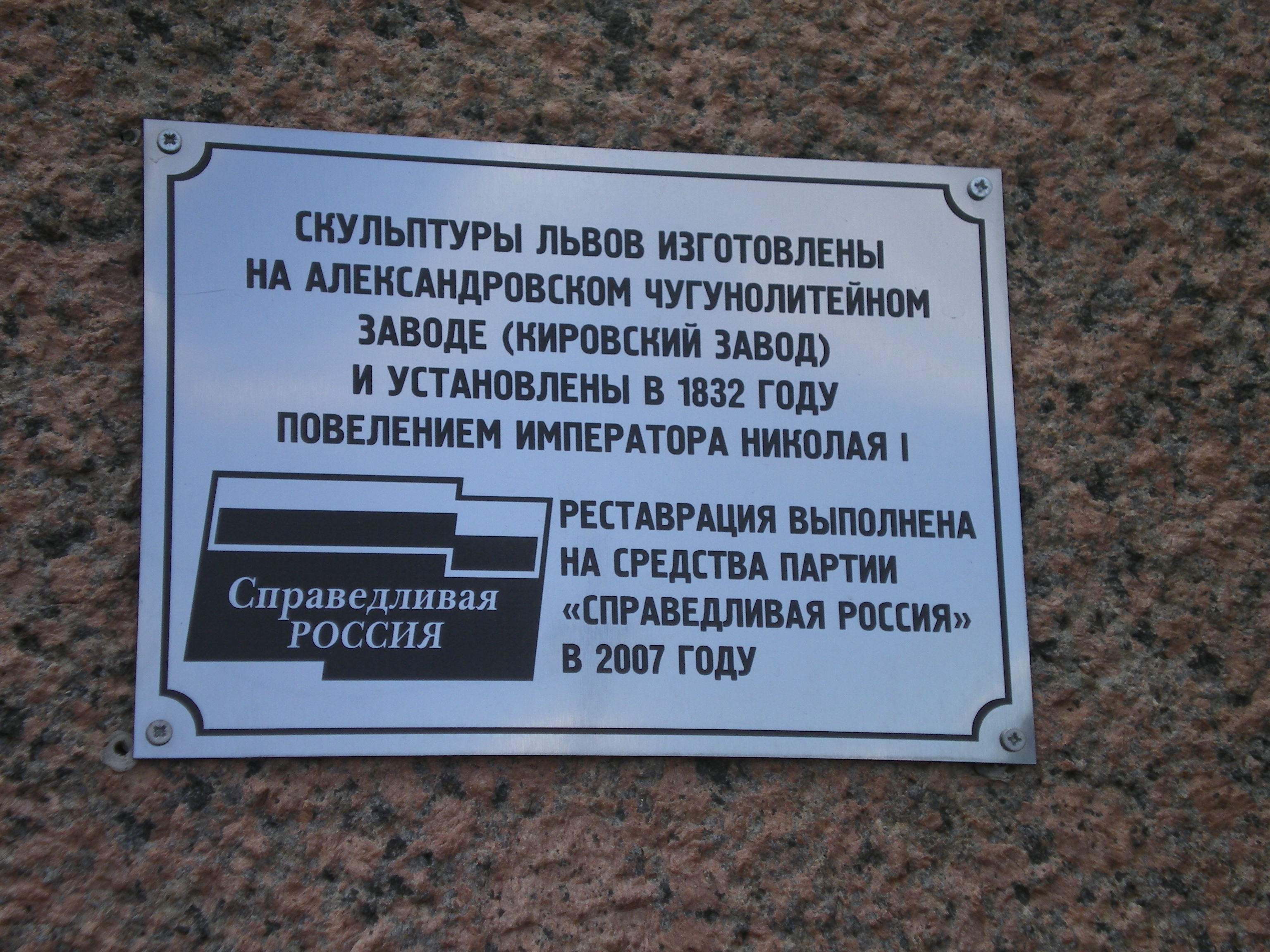
На память на постаменте второго льва

Реставрация продолжалась около 3 месяцев и обошлась в сумму около 300 тысяч рублей.
На период реставрации место скульптуры вначале заняла пластиковая копия — «солнечный» лев Бонифаций, расписанный участниками «Юношеской восьмёрки». Впоследствии этот лев был продан на аукционе за 1,5 млн рублей, деньги были перечислены на счета Научно-практического центра по оказанию помощи ВИЧ-инфицированным детям и беременным женщинам.
Позже на постаменте находилась фигура льва, собранная из воздушных шариков.
В 2007 году в рамках той же инициативы была отремонтирована вторая скульптура. Восстановление обошлось в 262 тыс. рублей и было закончено к сентябрю 2007 года.
На постамент была водружена плоская копия льва.
Осенью 2022 году скульптуры львов вместе с чугунными постаментами были отправлены на реставрацию для устранения деформации медной поверхности и заделки образовавшихся из-за коррозии трещин.

### Реставрационные работы
По заключению реставраторов, постамент скульптуры очень прочный — он выполнен из чугуна и уверенно противостоит механическим воздействиям. Сами львы медные, полые — изготовлены из листовой меди путём выколотки.
Скульптуры, попавшие в реставрационные мастерские, были продавлены.
Скорее всего, деформация львов произошла оттого, что горожане на них залезали, как на коней.
По этой причине одного из «пациентов» пришлось вытягивать.
Технология реставрации покрытия включает в себя расчистку, грунтовку и непосредственно реставрацию.
Особенностью реставрационных работ в Санкт-Петербурге является то, что очень важно качественно обработать скульптуры, так как лакокрасочное покрытие в нашей среде держится не более трёх-четырёх лет.
в процессе проведения работ были выявлены следы предыдущих реставрационных работ — на скульптурах обнаружилось много слоёв краски.
Кроме того, после расчистки на фигурах львов оказалось много дырок и вмятин.
Кроме комплекса восстановительных работ, было выполнено укрепление конструкции внутренним трубчатым каркасом.
В оболочках полых скульптур были прорезаны отверстия и установлены латунные трубки.

Реставраторы убеждены в прочности созданной конструкции:

Теперь скульптуры будет сложно сломать, конечно, если не лупить по ним 10-килограммовой кувалдой!— Владимир Сибилев, директор ЗАО РПНЦ «Специалист»
Команда реставраторов состояла из четырёх человек, столько же участвовало в демонтаже.
Срок проведения работ составил около месяца.

## Львы в искусстве
Само месторасположение львов, на парадной Дворцовой пристани, окружённой зданиями Адмиралтейства и Зимнего дворца, обращённой к Неве, обусловило внимание к нему со стороны деятелей искусства.
В XIX веке пристань и львов изображали на своих полотнах такие мастера изобразительного искусства как Василий Садовников («Дворцовая пристань», 1840 год) и А. К. Беггов («Вид на Неву от Зимнего дворца», 1881 год).
В 1901 году художница А. П. Остроумова-Лебедева создала иллюстрации к поэме А. С. Пушкина «Медный всадник».
На одной из них (Лев и крепость), был изображён лев с дворцовой пристани.
При этом были допущены две фактологические ошибки:
- Она изобразила львов и Петропавловский собор в несуществующем ракурсе;
- В поэме написано о львах у дома Лобанова-Ростовского.

Кроме того, статуи изображены на монетах, выпущенных в 2003 году в серии, посвящённой 300-летию основания Санкт-Петербурга.
Художник: А. В. Бакланов, скульптор: А. Д. Щаблыкин.